# SP Rio FM
SP Rio FM foi uma estação de rádio brasileira com sede no município de São José dos Campos, município do estado de São Paulo. Operava no dial FM, na frequência 101.5 MHz. A emissora funcionava em parceria com a Rede DS de Comunicação, proprietária do jornal Diário de Suzano e tinha abrangência entre o eixo Rio-São Paulo, passando pelo Vale do Paraíba e Alto Tietê.

## História
A SP Rio FM entrou no ar em 1.º de outubro de 2011, através da 90.3 MHz onde atuava a Planeta Diário FM, uma emissora de rádio popular pertencente ao Grupo Difusora. O projeto adulto-contemporâneo visava abranger o público da região que transita entre o eixo Rio-São Paulo, incluindo parte da capital paulista, passando pelas rodovias Presidente Dutra e Ayrton Senna até o município de Resende, no Rio de Janeiro. Em seu início, sua equipe era composta por Maurício Guisard (diretor-geral), Caio Camargo (Diretor de Jornalismo) e Sandra Cabral (Editora-Chefe), além de comentaristas de economia e política e equipe esportiva. Contava com núcleos comerciais em São José do Campos e São Paulo.
No início de janeiro de 2013, a SP Rio FM deixou a 90.3 MHz após o Grupo Difusora arrendar a frequência para a Igreja Apostólica Plenitude do Trono de Deus, transmitindo a programação da Rede do Bem FM. A emissora retornou ao dial em 21 de janeiro, quando entrou no lugar da Sempre Mais FM, da Rede DS de Comunicação (proprietária do jornal Diário de Suzano). Transmitindo na frequência 90.7 MHz com outorga em Salesópolis, a emissora aumentou sua abrangência e passou a cobrir a região do Alto Tietê, além de cobrir mais regiões da capital paulista. Em maio, a emissora fechou uma parceria de naming rights com o Grupo Ultra (controlador da bandeira dos Postos Ipiranga) e a Odebrecht TransPort para usar a ConectCar, empresa recém lançada, em seu nome fantasia. Desde então, a emissora era chamada ConectCar SP Rio FM.
Após quatro anos de operação, a emissora inaugurou sua nova sede no último andar no Edifício Sky, localizado no centro de São José dos Campos. O estúdio tem visão panorâmica para a Dutra, Serra da Mantiqueira e Serra do Mar. Em novembro de 2016, a ConectCar SP Rio FM anunciou nova mudança de frequência, após ganhar uma promoção de classe de operação. No fim do mês, a emissora iniciou testes na nova frequência 101.5 MHz, sendo que sua estreia oficial ocorreu em 1.º de dezembro.
Em 1.º de junho de 2017, a emissora retornou ao nome SP Rio FM, após o encerramento de contrato de naming rights com a ConectCar, mantendo seu formato e programação.
Em junho de 2018, a emissora encerrou as atividades no FM, pegando de surpresa muitos ouvintes e funcionários. A mesma passou operar na web, enquanto o FM 101.5 foi arrendado para antiga Rede do Bem, que era ligada á Igreja Plenitude. Atualmente a frequência passa por muitos projetos de formato gospel com o nome de Rádio 1Brasil.